# Suolo elastico alla Winkler
Il suolo elastico alla Winkler è un modello matematico del terreno adottato nel problema del calcolo delle fondazioni in cui si ipotizza che la spinta esercitata dalla fondazione sul suolo sia proporzionale all'abbassamento del suolo.
In genere le pressioni esercitate dalla fondazione sul suolo sono minori del 40% di quelle che provocano la rottura del terreno ed in questo caso il modello di Winkler risulta abbastanza corretto.

## Formulazione
L'espressione matematica del modello di Winkler, nel caso di fondazione superficiale piana è:
dove:
- {\displaystyle k[N/m^{3}]}  è la costante di sottofondo (o modulo di Winkler),
- {\displaystyle w(x,y)[m]} è lo spostamento verticale di un punto generico di coordinate (x,y) che giace sul terreno
- {\displaystyle p(x,y)[N/m^{2}]} è la pressione agente sulla superficie del terreno.

Praticamente il modello equivale a schematizzare il terreno come un letto di molle, dotate di una certa rigidezza, molto vicine tra loro ma svincolate: quindi ogni molla è indipendente dalle altre (cede solo la molla premuta). L'indipendenza delle molle comporta inoltre l'impossibilità di trasmettere sollecitazioni di taglio.
Il modello di Winkler non schematizza il terreno come un mezzo continuo, cioè non restituisce lo stato tenso-deformativo alle varie profondità. Con questo modello di suolo il terreno è semplicemente visto come un mezzo che in superficie reagisce proporzionalmente ai carichi applicati.

## Pro e contro
Tale modello cade in difetto per diverse ragioni:
- il terreno che, salvo rotture, è un mezzo continuo, nella realtà si deforma anche al di fuori dell'impronta di carico;
- il modulo di Winkler non è una proprietà del terreno, ma dipende dallo stato tenso-deformativo;
- nelle fondazioni continue poggiate su terreni e soggette a carichi distribuiti dai calcoli effettuati sulla base di questo modello risultano nulle le sollecitazioni nella fondazione, perché si trova che la reazione vincolare è speculare al carico.

Tuttavia tale modello si rivela particolarmente adatto a modellare le fondazioni flessibili monodimensionali che lavorano in condizioni di deformazione piana (pali di fondazione soggetti a carichi orizzontali, non a carichi distribuiti). È possibile ricorrere al modello di Winkler anche quando si è in presenza di uno strato di terreno deformabile di spessore esiguo (indicativamente quando lo spessore dello strato compressibile è inferiore alla metà della dimensione minore della fondazione).
Il modello di Winkler trova larghissimo impiego per la progettazione di strutture di fondazioni superficiali per la sua semplicità. Modelli più complessi presuppongono complesse indagini geotecniche che per loro natura forniscono parametri comunque approssimati. Nella progettazione strutturale si consiglia di assumere un intervallo di variazione piuttosto che un unico valore del modulo di Winkler in modo da inviluppare le sollecitazioni agenti sull'elemento strutturale di fondazione: tale range può essere ricavato da tabelle in funzione del terreno o da un riscontro con il geologo/ingegnere geotecnico.
I parametri geotecnici, inoltre, variano, anche in maniera consistente in uno stesso sito, con la profondità e a seconda del punto in cui vengono fatte le indagini. Pertanto per la progettazione di strutture di fondazione con l'utilizzo di modelli matematici del terreno più sofisticati non è in genere giustificato.